# Poa cita
Poa cita (Engels: silver tussock, Maori: wī) is een pollenvormende grassoort uit de grassenfamilie (Poaceae). De soort wordt 0,3-1,0 meter hoog. Het heeft zeer fijne, smalle bladeren, meestal ongeveer 1-1,5 millimeter breed. Op z'n breedst kunnen ze tot 2,5 millimeter worden. De bladbreedte varieert door het land, met smalle, naaldachtige bladeren op het centrale Noordereiland en relatief brede bladeren op het noordelijke Noordereiland.
De soort komt voor in Nieuw-Zeeland, op de Kermadeceilanden en op de Chathameilanden.
... · 
P. angustifolia (Smal beemdgras) · 
P. annua (Straatgras) · 
P. bulbosa (Knolbeemdgras) · 
P. chaixii (Bergbeemdgras) · 
P. compressa (Plat beemdgras) · 
P. foliosa · 
P. litorosa · 
P. nemoralis (Schaduwgras of bosbeemdgras) · 
P. novarae · 
P. palustris (Moerasbeemdgras) · 
P. pratensis (Veldbeemdgras) · 
P. trivialis (Ruw beemdgras) · 
...